# Sihanaka (dialect)
Sihanaka is een dialect van het Plateaumalagasi. Het wordt gesproken in de Afrikaanse eilandnatie Madagaskar.

## Dialectgebied
Het Sihanaka heeft een in vergelijking met de andere Plateaumalagasidialecten een relatief klein en min of meer langwerpig gebied, naar het noorden van Madagaskar toe. Het dialect grenst aan drie andere talen (allemaal Malagasitalen en dus nauw verwant met het Plateaumalagasi, waartoe het Sihanaka behoort), namelijk het Tsimihety-Malagasi (noorden), het Noordelijk Betsimisaraka-Malagasi (oosten) en het Sakalava-Malagasi (westen); en twee andere Plateaumalagasidialecten, te weten het Bezanozano (zuiden) en het Merina (zuidwesten).